# Nim Herred
Nim Herred var et herred i Skanderborg Amt.
I Kong Valdemars Jordebog hed det Nymhæreth og   hørte i middelalderen under Loversyssel. I 1451 var det under Bygholm Len der fra 1617 kaldtes Stjernholm Len, og fra 1660 Stjernholm Amt.
Nim Herred er det sydligste i amtet, og grænse mod nordøst til Voer-,
Tyrsting- og Vrads Herreder,  mod
sydvest og syd af Vejle Amt
(Nørvang- og Hatting Herred); mod sydøst berører det det inderste af Horsens Fjord.
Nordvestgrænsen dannes af Gudenå, på
en del af østgrænsen løber Store Hansted Å
og på  en del af Sydgrænsen Bygholm Å. 
Købstaden Horsens og de flg. sogne ligger i Nim Herred (efter hvert sogn er nævnt, hvilken kommune dette sogn kom til at tilhøre efter Kommunalreformen i 1970):
- Endelave Sogn (Horsens Kommune)
- Hornborg Sogn (Tørring-Uldum Kommune)
- Hvirring Sogn (Tørring-Uldum Kommune)
- Horsens Kloster Sogn (Horsens Kommune) (Ej vist på kort)
- Nim Sogn (Brædstrup Kommune)
- Sønderbro Sogn (Horsens Kommune) (Ej vist på kort)
- Tamdrup Sogn (Horsens Kommune)
- Underup Sogn (Brædstrup Kommune)
- Vor Frelsers Sogn (Horsens Kommune) (Ej vist på kort)

## Eksterne kilder og henvisninger
- Nim Herred i J.P. Trap: Kongeriget Danmark, udarbejdet af H. Weitemeyer (3. udgave, 5. bind, 1906)
- Fil med information om sogne og kommuner

55°54′37.25″N 9°41′4.01″Ø / 55.9103472°N 9.6844472°Ø